# 1 − 2 + 4 − 8 + · · ·
In matematica, 1 − 2 + 4 − 8 + ... è una serie infinita i cui termini sono i successivi fattori di due a segno alternato. Come una serie geometrica, essa è caratterizzata da un primo termine, 1, e da una proporzione comune, −2.
{\displaystyle \sum _{i=0}^{\infty }(-2)^{i}}
È possibile con un piccolo accorgimento, scrivere la serie come differenza di altre due serie, separando le potenze pari e dispari:
{\displaystyle 1-2+4-8+\cdots =(1+4+\cdots )-(2+8+\cdots )} che corrisponde a {\displaystyle \sum _{i=0}^{\infty }(-2)^{i}=\sum _{i=0}^{\infty }2^{2i}-\sum _{i=0}^{\infty }2^{2i+1}}.

## Sommatoria numero 1
Analizziamo ora la prima sommatoria: {\displaystyle \sum _{i=0}^{\infty }2^{2i}}.
1) Per le proprietà delle potenze possiamo scrivere {\displaystyle 2^{2i}=(2^{2})^{i}=4^{i}} facendo diventare la somma {\displaystyle \sum _{i=0}^{\infty }4^{i}};
2) Ponendo un numero m come punto finale otterremo che:{\displaystyle \sum _{i=0}^{m}4^{i}={\frac {1}{3}}\cdot (4^{m+1}-1)}

## Sommatoria numero 2
Analizziamo ora la seconda sommatoria: {\displaystyle \sum _{i=0}^{\infty }2^{2i+1}}.
1) Per le proprietà delle potenze possiamo scrivere {\displaystyle 2^{2i+1}=2\cdot (2^{2})^{i}=2\cdot 4^{i}} facendo diventare la somma {\displaystyle \sum _{i=0}^{\infty }2\cdot 4^{i}}, il {\displaystyle 2} si può portare fuori e ottenere {\displaystyle 2\cdot \sum _{i=0}^{\infty }4^{i}}.
2) Ponendo un numero m come punto finale otterremo che:{\displaystyle 2\cdot \sum _{i=0}^{m}4^{i}={\frac {2}{3}}\cdot (4^{m+1}-1)}.

## Somma parziale
Ritornando alla somma iniziale possiamo discutere la sua somma parziale.

### Valore Dispari
Caso nº1: il numero è dispari.
{\displaystyle \sum _{i=0}^{1}(-2)^{i}=1-2=\sum _{i=0}^{0}2^{2i}-\sum _{i=0}^{0}2^{2i+1}}
{\displaystyle \sum _{i=0}^{3}(-2)^{i}=1-2+4-8=\sum _{i=0}^{1}2^{2i}-\sum _{i=0}^{1}2^{2i+1}}
{\displaystyle \cdots }
{\displaystyle \sum _{i=0}^{m}(-2)^{i}=\sum _{i=0}^{\frac {m-1}{2}}2^{2i}-\sum _{i=0}^{\frac {m-1}{2}}2^{2i+1}}
La somma diventa quindi:{\displaystyle \sum _{i=0}^{\frac {m-1}{2}}2^{2i}-\sum _{i=0}^{\frac {m-1}{2}}2^{2i+1}={\frac {1}{3}}\cdot (2^{m+1}-1)-{\frac {2}{3}}\cdot (2^{m+1}-1)=-{\frac {1}{3}}\cdot (2^{m+1}-1)}
Più precisamente abbiamo che:{\displaystyle 4^{{\frac {m-1}{2}}+1}=2^{m+1}}

### Valore Pari
Caso nº2: il numero è pari.
{\displaystyle \sum _{i=0}^{2}(-2)^{i}=1-2+4=\sum _{i=0}^{1}2^{2i}-\sum _{i=0}^{0}2^{2i+1}}
{\displaystyle \sum _{i=0}^{4}(-2)^{i}=1-2+4-8+16=\sum _{i=0}^{3}2^{2i}-\sum _{i=0}^{2}2^{2i+1}}
{\displaystyle \cdots }
{\displaystyle \sum _{i=0}^{m}(-2)^{i}=\sum _{i=0}^{m-1}2^{2i}-\sum _{i=0}^{m-2}2^{2i+1}}
La somma diventa quindi:{\displaystyle \sum _{i=0}^{m-1}2^{2i}-\sum _{i=0}^{m-2}2^{2i+1}={\frac {1}{3}}\cdot (4^{m}-1)-{\frac {2}{3}}\cdot (4^{m-1}-1)={\frac {1}{3}}\cdot (4^{m}-2\cdot 4^{m-1}+1)} .

## In generale
Abbiamo così ottenuto le formule per calcolare la somma in tutti i casi:
m dispari = {\displaystyle -{\frac {1}{3}}\cdot (2^{m+1}-1)}
m pari = {\displaystyle {\frac {1}{3}}\cdot (4^{m}-2\cdot 4^{m-1}+1)}